# Trzeboszowice
Trzeboszowice (daw. Siemiałowice, niem. Schwammelwitz) – wieś w Polsce położona w województwie opolskim, w powiecie nyskim, w gminie Paczków.
W latach 1945–1954 siedziba gminy Trzeboszowice. Następnie do 1972 roku były siedzibą Gromadzkiej Rady Narodowej.
W latach 1975–1998 miejscowość administracyjnie należała do ówczesnego województwa opolskiego.

## Położenie
Wieś Trzeboszowice o powierzchni 668 ha położona jest w rozległej dolinie rzeki Raczyny (ok. 210 m n.p.m.) w strefie przygranicznej z Czechami, w odległości około 2 km od zbiornika Jeziora Otmuchowskiego.
Przez wieś przepływa górska rzeka Raczyna, która stanowi prawobrzeżny dopływ Nysy Kłodzkiej. Przez wioskę wzdłuż rzeki biegnie droga powiatowa, która łączy się z drogą krajową nr 46.

## Toponimia
Niemiecki nauczyciel Heinrich Adamy swoim dziele o nazwach miejscowości na Śląsku wydanym w 1888 roku we Wrocławiu zalicza niemiecką nazwę wsi Schwammelwitz do nazw pochodzących od gatunków drzew i innej roślinności. Po raz pierwszy wzmiankowana w 1293 jako Swemenicz. W 1305 r. w Liber fundationis episcopatus Vratislaviensis (Księga uposażeń biskupstwa wrocławskiego) występuje pod nazwą Swemmeliwitz lub Treboschowitz.

## Historia
Założenie wsi przypada na 1293 rok, kiedy to powstała osada rolna pod nazwą „Swemenicz”, składająca się z 93 małych gospodarstw pod władzą biskupów wrocławskich. W 1388 roku staje się lennem Habharda von Kynicza. Wieś była niszczona podczas wojen husyckich oraz wojny trzydziestoletniej. W wyniku pierwszej wojny śląskiej wieś weszła w granice Prus. W późniejszych latach trzy razy zmieniono nazwę wsi, a obecna nazwa obowiązuje od 1947 roku.
W latach 1893–1961  w odległości około 1 kilometra od Trzeboszowic przebiegała linia kolejowa nr 259 z przystankiem Trzeboszowice.

## Zabytki
Do wojewódzkiego rejestru zabytków wpisany jest:
- kościół pw. św. Jadwigi, wybudowany w stylu neogotyckim z 1888 roku. Parafia należy do Kościoła rzymskokatolickiego przynależnej do dekanatu Paczków w diecezji opolskiej
- cmentarz kościelny,
- ogrodzenie, mur,
- kaplica przydrożna, przy domu nr 92
- dwór, z 1800 r.